# جیگجیدین مونخابات
جیگجیدین مونخابات (مغولی: Жигжидийн Мөнхбат؛ ۱ ژوئن ۱۹۴۱ – ۹ آوریل ۲۰۱۸) کشتی‌گیر اهل مغولستان بود.